# Sainte-Pôle
Sainte-Pôle est une commune française située dans le département de Meurthe-et-Moselle en région Grand Est. La commune fait partie de la communauté de communes de Vezouze en Piémont.
Ses habitants sont appelés les Pélaginois.

## Géographie

### Localisation
Petit village de 187 habitants dans le canton de Baccarat, Saint-Pôle se trouve sur la route qui relie Lunéville à Badonviller.
La commune est située à 12 km de Baccarat, à 16 km de Raon-l'Étape, à 29 km de Lunéville et à 61 km au sud-est de Nancy.
|             | Ancerviller |                          |
| Montigny    | Sainte-Pôle | Saint-Maurice-aux-Forges |
| Vacqueville | Pexonne     |                          |

### Relief et géologie
Le sol est en partie argilo-calcaire, en partie argilo-sableux au relief accidenté.

### Voies de communication et transports
Sainte-Pôle est sur la route D 992 qui relie Ogéviller à Badonviller sur le trajet de Lunéville à Badonviller.
La gare la plus proche de la commune est celle de Baccarat.

### Hydrographie
La commune est dans le bassin versant du Rhin au sein du bassin Rhin-Meuse. Elle est drainée par la Blette,.
La Blette traverse le territoire de Saint-Pôle par un parcours sinueux d'est en ouest en alimentant l'étang sous Launoy. D'une longueur de 23 km, elle prend sa source dans la commune de Badonviller et se jette  dans la Vezouze à Herbéviller, après avoir traversé six communes. 

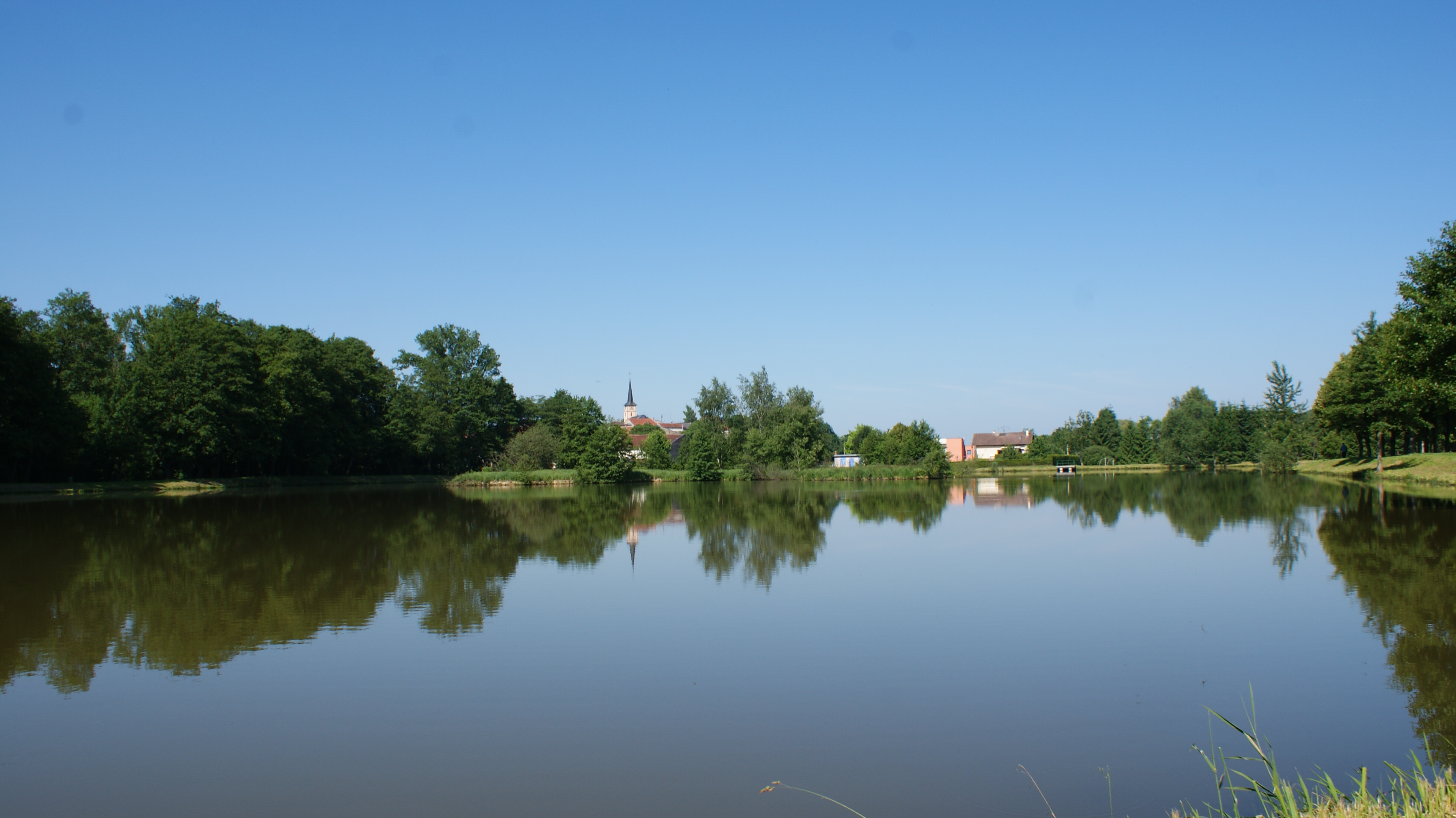
Étang sous Launoy à Sainte-Pôle.
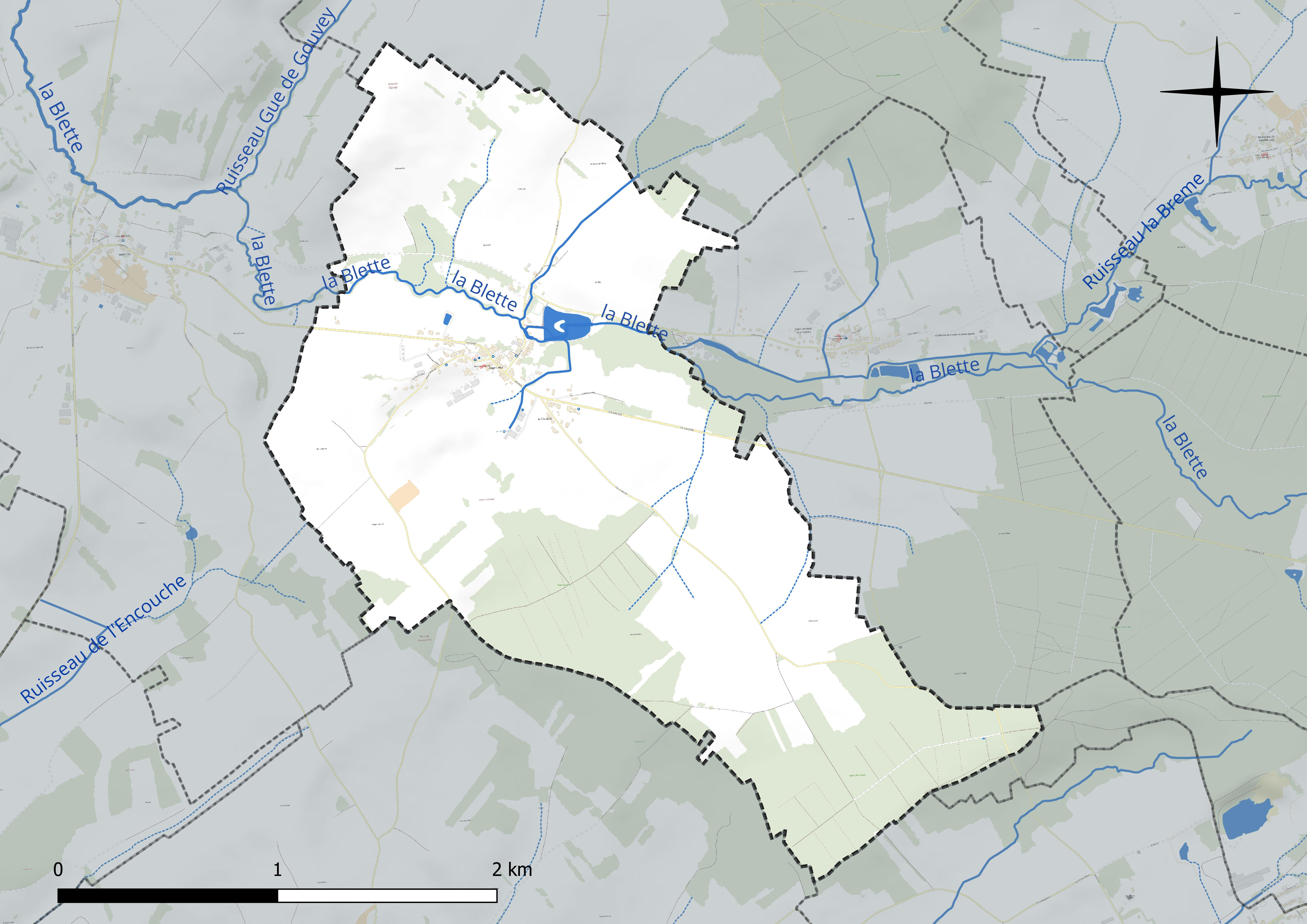
Réseau hydrographique de Sainte-Pôle.

Un plan d'eau complète le réseau hydrographique : l'étang sous Launoy (2,4 ha),.

### Climat
Pour des articles plus généraux, voir Climat du Grand Est et Climat de Meurthe-et-Moselle.
En 2010, le climat de la commune est de type climat des marges montargnardes, selon une étude du Centre national de la recherche scientifique s'appuyant sur une série de données couvrant la période 1971-2000. En 2020, Météo-France publie une typologie des climats de la France métropolitaine dans laquelle la commune est exposée à un climat semi-continental et est dans la région climatique  Vosges, caractérisée par une pluviométrie très élevée (1 500 à 2 000 mm/an) en toutes saisons et un hiver rude (moins de 1 °C). 
Pour la période 1971-2000, la température annuelle moyenne est de 9,6 °C, avec une amplitude thermique annuelle de 16,8 °C. Le cumul annuel moyen de précipitations est de 958 mm, avec 12,8 jours de précipitations en janvier et 9,9 jours en juillet. Pour la période 1991-2020, la température moyenne annuelle observée sur la station météorologique de Météo-France la plus proche, « St Maurice », sur la commune de Saint-Maurice-aux-Forges à 2 km à vol d'oiseau, est de 10,5 °C et le cumul annuel moyen de précipitations est de 837,4 mm. 
La température maximale relevée sur cette station est de 39,2 °C, atteinte le 25 juillet 2019 ; la température minimale est de −19,9 °C, atteinte le 1er mars 2005,,. 
Les paramètres climatiques de la commune ont été estimés pour le milieu du siècle (2041-2070) selon différents scénarios d'émission de gaz à effet de serre à partir des nouvelles projections climatiques de référence DRIAS-2020. Ils sont consultables sur un site dédié publié par Météo-France en novembre 2022.

## Urbanisme

### Typologie
Au 1er janvier 2024, Sainte-Pôle est catégorisée commune rurale à habitat dispersé, selon la nouvelle grille communale de densité à sept niveaux définie par l'Insee en 2022.
Elle est située hors unité urbaine et hors attraction des villes,.

### Occupation des sols
L'occupation des sols de la commune, telle qu'elle ressort de la base de données européenne d’occupation biophysique des sols Corine Land Cover (CLC), est marquée par l'importance des territoires agricoles (68,5 % en 2018), une proportion identique à celle de 1990 (68,5 %). La répartition détaillée en 2018 est la suivante : 
terres arables (56,2 %), forêts (26,1 %), prairies (11,3 %), zones urbanisées (5,3 %), zones agricoles hétérogènes (1 %). L'évolution de l’occupation des sols de la commune et de ses infrastructures peut être observée sur les différentes représentations cartographiques du territoire : la carte de Cassini (XVIIIe siècle), la carte d'état-major (1820-1866) et les cartes ou photos aériennes de l'IGN pour la période actuelle (1950 à aujourd'hui).

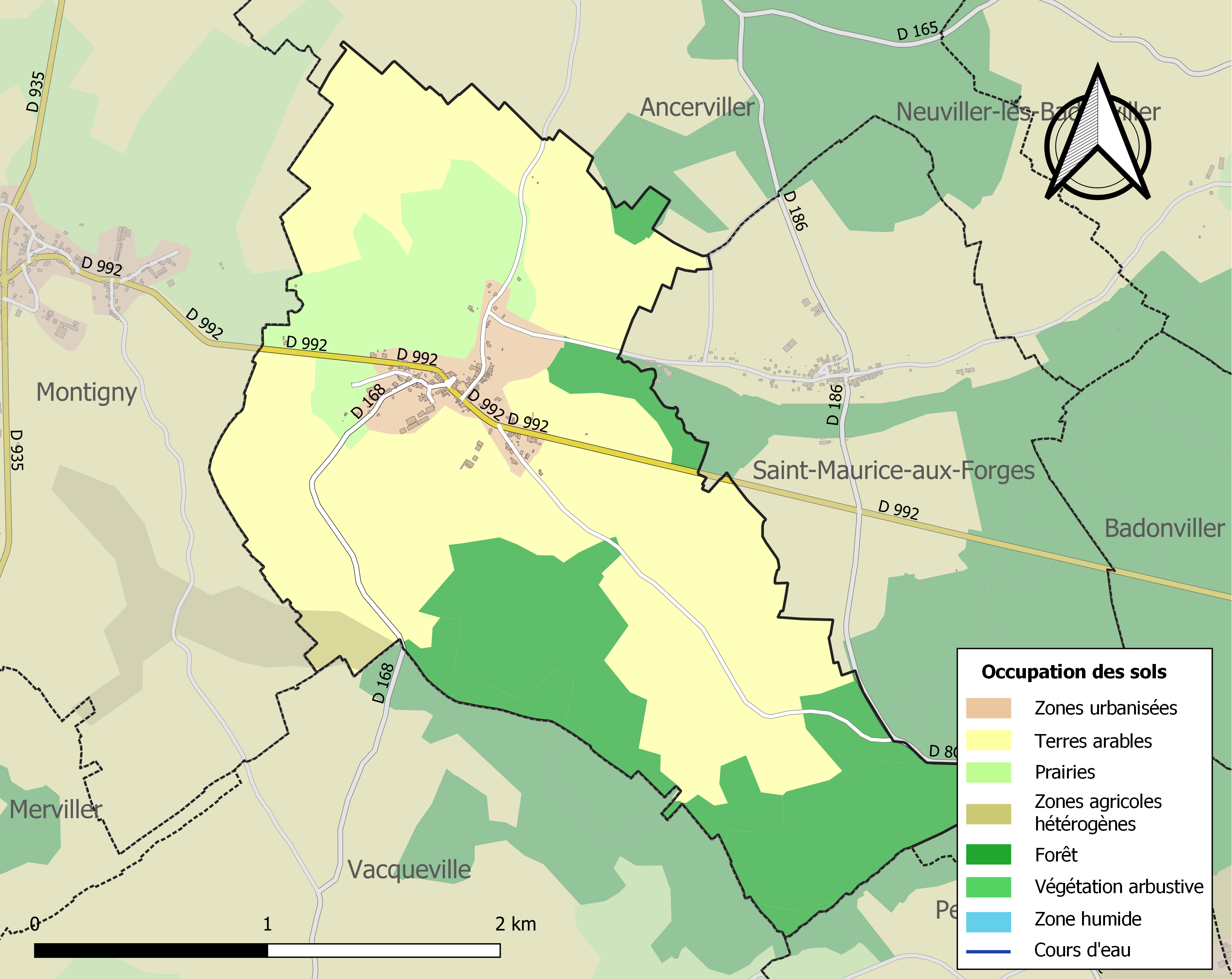
Carte des infrastructures et de l'occupation des sols de la commune en 2018 (CLC).

## Toponymie
Le nom de la localité est attesté sous les formes Lambertus villicus Sancti-Pauli (1175) ; Sainte-Paule (1476).
Sainte-Pôle est un hagiotoponyme qui fait référence à Paule de Rome, de l'oïl saint devenu sainte est du nom de saint, Paulus, remplacé par le féminin Pôle.

## Histoire
Aucune trace gallo-romaine, seule l'existence de trois hameaux séparés du centre du village sont indiqués dans la monographie de 1888 avec la Chaussée, le Maix Colin et la Houblonnière et son moulin.
En 1477, le partage à la mort de Bertrand de Liocourt donne à Marguerite de Liocourt la partie de Saint-Maurice, augmentée de quelques parcelles prises sur Sainte-Pôle, formant dès lors une seigneurie séparée. C'est l'époque où Sainte-Pôle devint une paroisse détachée de Montigny, grâce à l'intervention d'Olry II bientôt évêque de Toul. Aucun château ne vint embellir cette modeste seigneurie ni celle de Montigny. Cependant le centre en fut une belle maison de maître devenue la Forge de Saint-Maurice.
Dans les comptes du domaine de Salm, à la date de 1603, on relève que par l'état du partage général du comté de Salm, Monseigneur le duc emporte seul le village et mairie de Sainte-Paule, avec tous droits, autorités, revenus et profits en dépendants.

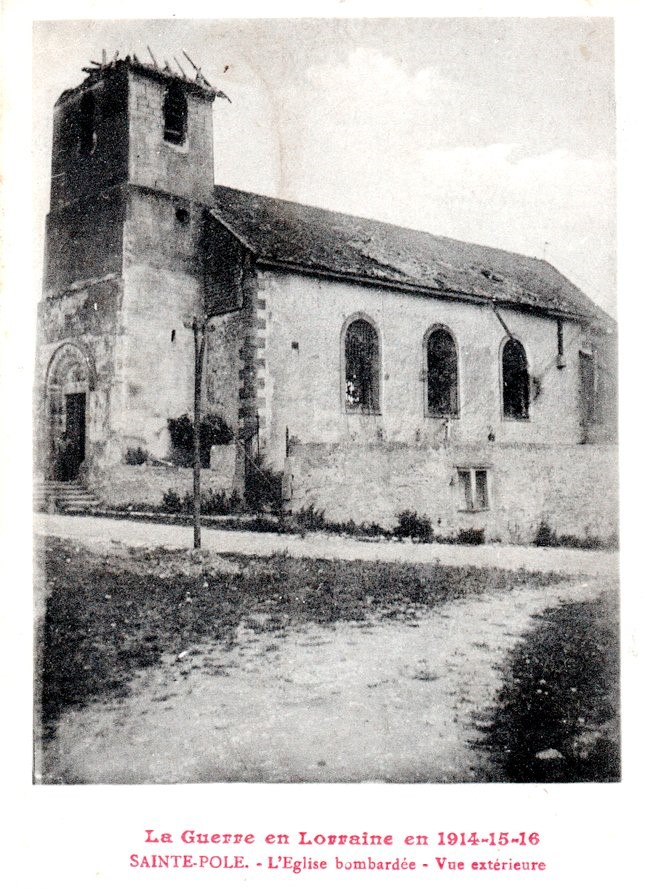
Église Sainte-Pélagie bombardée.

Dans les mêmes comptes, à la date de 1663, il est attesté que le village de Sainte-Pôle, ainsi que les autres localités du comté de Salm, a beaucoup souffert pendant les guerres de XVIIe siècle et que son moulin a brûlé dès le début des guerres.
Charles-David de Bannerot, écuyer, donne le 24 novembre 1712 actes de foi et hommages pour le fief qu'il détient à Sainte-Pôle. Il y a, alors, dans ce village 26 ménages.
La commune de Sainte-Pôle est érigée en succursale en 1802, Saint-Maurice lui étant annexé en 1807.
La gare de Sainte-Pôle de la ligne de Lunéville à Badonviller est inaugurée par le ministre Albert Lebrun le 13 août 1911. Elle est en retrait de 400 m au nord du village. le trafic fonctionne jusqu'en 1942.
Toutes les maisons sont détruites ou atteintes par les obus durant la Première Guerre mondiale d'après le Guide Michelin de 1922. L'église et le presbytère sont à terre en 1918.
Au Journal Officiel du 17 juin 1921, le ministre de la Guerre Louis Barthou cite à l'ordre de l'armée la commune de Saint-Pôle : courageuse citée qui a été au début de la guerre une des premières victimes des Allemands. A vu l'ennemi incendier une partie de ses maisons, fusiller ou déporter nombre de ses habitants. Par son deuil et son héroïque sacrifice a bien mérité du pays.

## Politique et administration

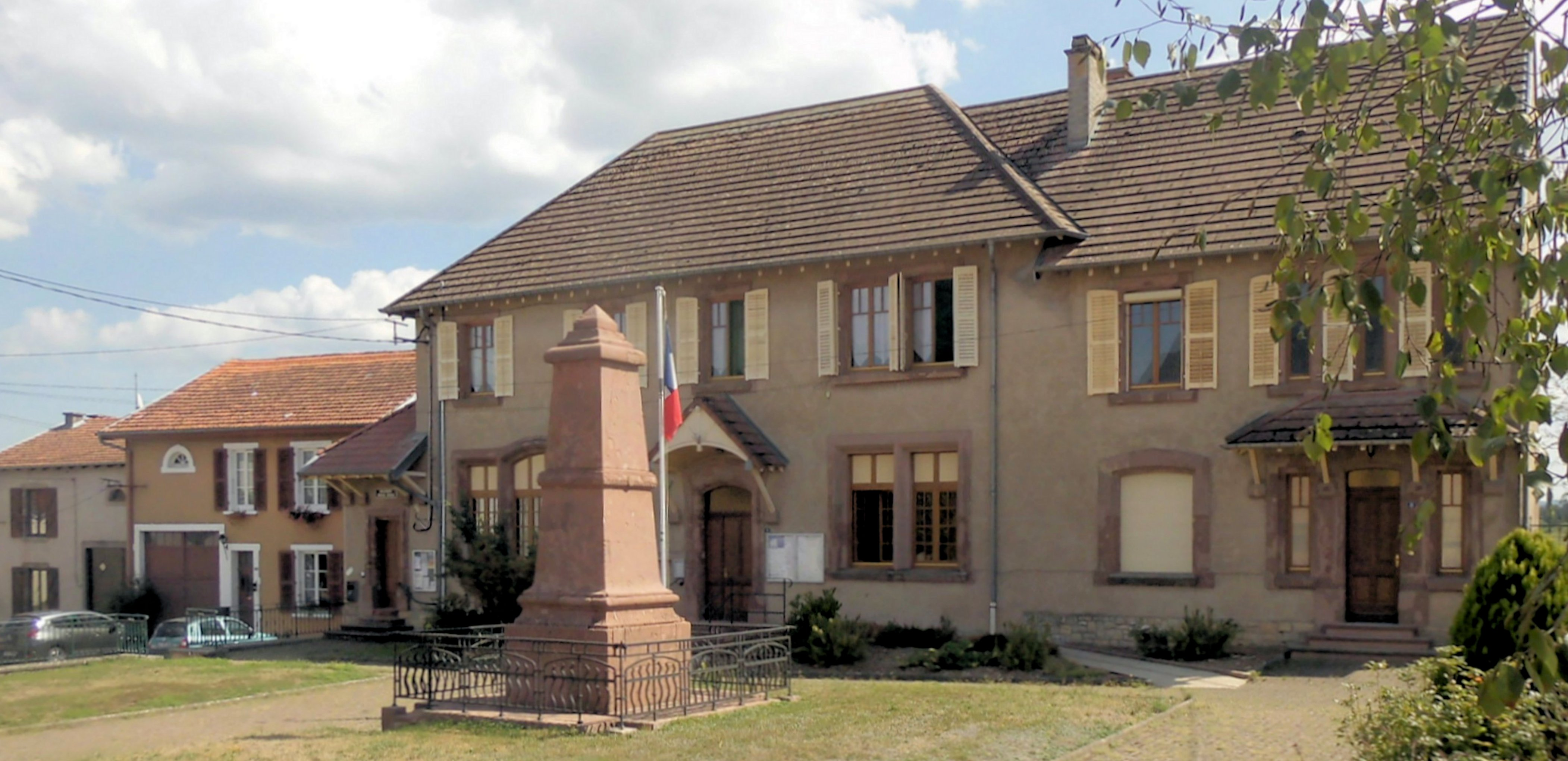
La mairie.

| Période                                  | Période                    | Identité          | Étiquette | Qualité |
| ---------------------------------------- | -------------------------- | ----------------- | --------- | ------- |
| Les données manquantes sont à compléter. |                            |                   |           |         |
| mars 1971                                | mars 1989                  | André Ledoux      |           |         |
| mars 1989                                | Juillet 2020               | Roger Demange     |           |         |
| Juillet 2020                             | En cours (au Juillet 2020) | François Philippe |           |         |

## Démographie
L'évolution du nombre d'habitants est connue à travers les recensements de la population effectués dans la commune depuis 1793. Pour les communes de moins de 10 000 habitants, une enquête de recensement portant sur toute la population est réalisée tous les cinq ans, les populations de référence des années intermédiaires étant quant à elles estimées par interpolation ou extrapolation. Pour la commune, le premier recensement exhaustif entrant dans le cadre du nouveau dispositif a été réalisé en 2006.

En 2022, la commune comptait 179 habitants, en évolution de −6,28 % par rapport à 2016 (Meurthe-et-Moselle : −0,13 %, France hors Mayotte : +2,11 %).
| 1793 | 1800 | 1806 | 1821 | 1831 | 1836 | 1841 | 1846 | 1851 |
| ---- | ---- | ---- | ---- | ---- | ---- | ---- | ---- | ---- |
| 292  | 341  | 360  | 390  | 420  | 461  | 434  | 430  | 439  |

| 1856 | 1861 | 1872 | 1876 | 1881 | 1886 | 1891 | 1896 | 1901 |
| ---- | ---- | ---- | ---- | ---- | ---- | ---- | ---- | ---- |
| 397  | 410  | 418  | 205  | 379  | 365  | 344  | 303  | 290  |

| 1906 | 1911 | 1921 | 1926 | 1931 | 1936 | 1946 | 1954 | 1962 |
| ---- | ---- | ---- | ---- | ---- | ---- | ---- | ---- | ---- |
| 302  | 278  | 243  | 271  | 238  | 218  | 167  | 206  | 201  |

| 1968 | 1975 | 1982 | 1990 | 1999 | 2006 | 2011 | 2016 | 2021 |
| ---- | ---- | ---- | ---- | ---- | ---- | ---- | ---- | ---- |
| 171  | 150  | 127  | 152  | 178  | 196  | 208  | 191  | 181  |

| 2022 | - | - | - | - | - | - | - | - |
| ---- | - | - | - | - | - | - | - | - |
| 179  | - | - | - | - | - | - | - | - |

## Économie
Autrefois l'activité principale de Sainte-Pôle était l'agriculture. Il reste toujours plusieurs exploitations agricoles.
En 1888, en plus de la production de céréales, les prés donnent un fourrage de première qualité sur 160 ha et les prairies artificielles du trèfle, luzerne et sainfoin sur 50 ha.
La culture de l'osier et la fabrication de paniers se développent entre 1844 et 1914 et permettent l'aisance des ménages.
En 2018, Sainte-Pôle compte une dizaine d'entreprise essentiellement dans la culture, l'élevage, la production animale, activité forestière, l'activité immobilière et divers conseils et services.

## Culture locale et patrimoine

### Lieux et monuments
Aucun monument historique ou immeuble protégé sur la commune de Sainte-Pôle.
- Étang sous Launoy à la sortie du village, en direction de Saint-Maurice-aux-Forges
- Église Sainte-Pélagie, reconstruite après 1918 et restaurée après 1945 (clocher, toiture, intérieur).

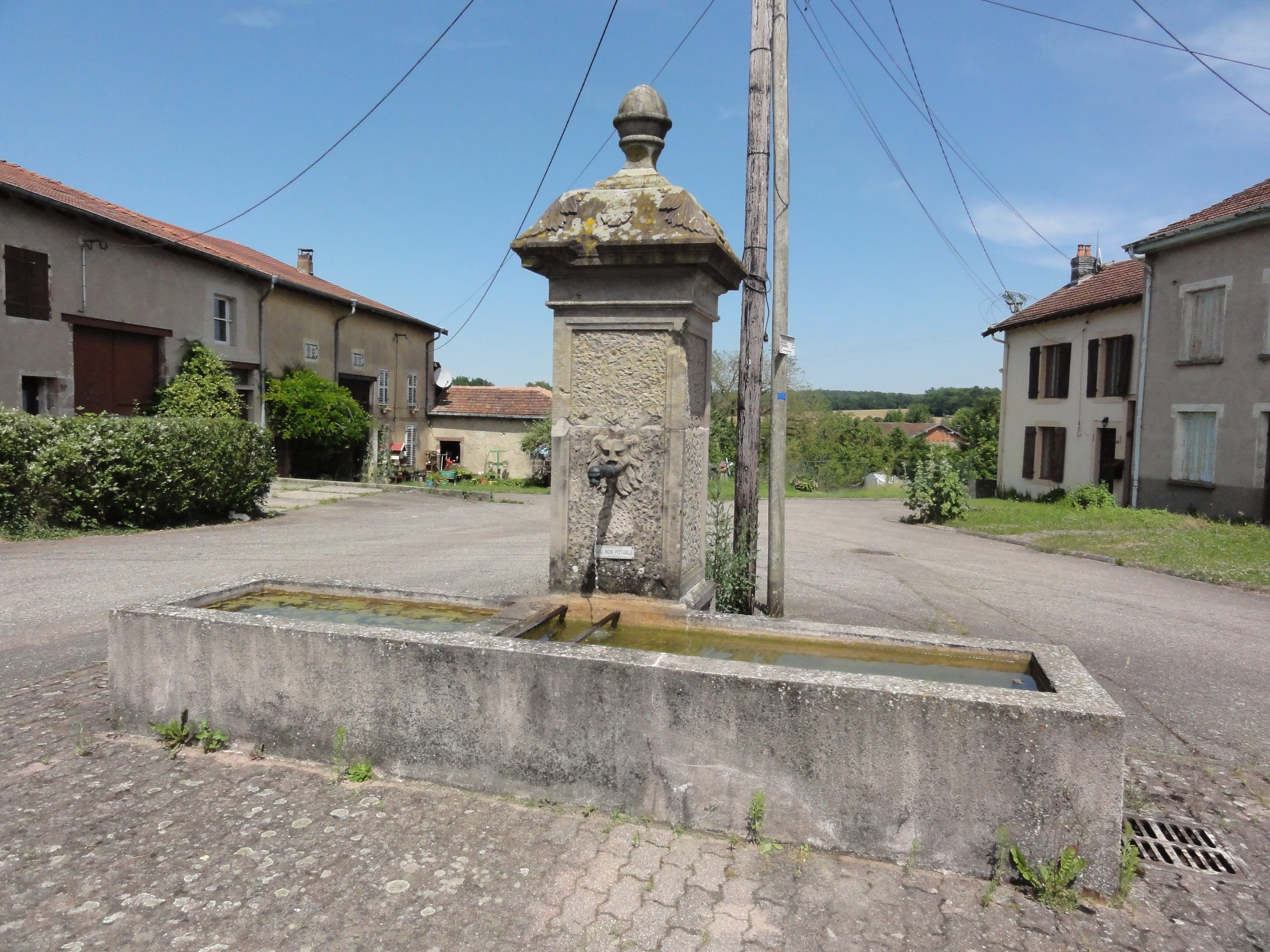
Fontaine.
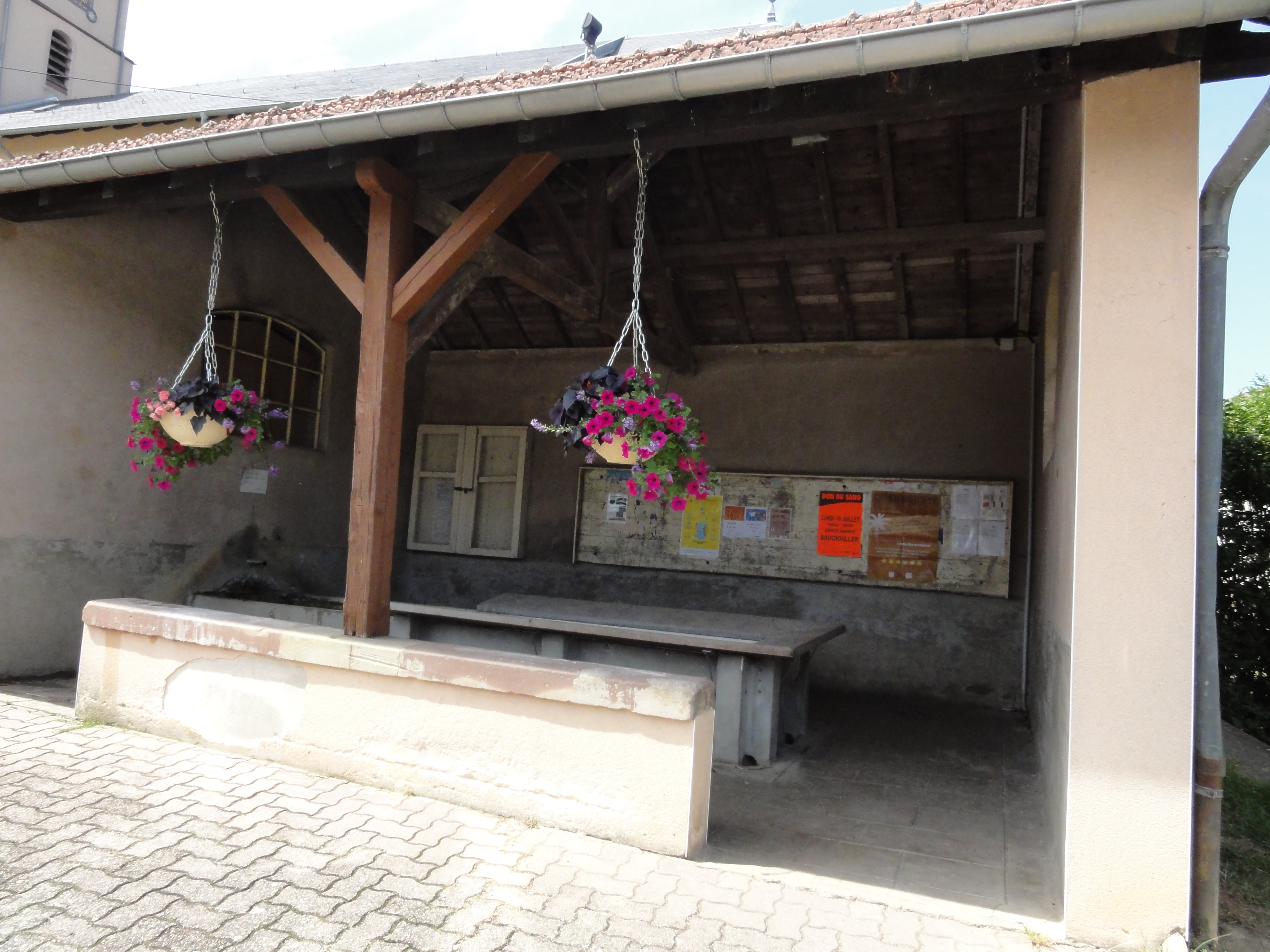
Lavoir.
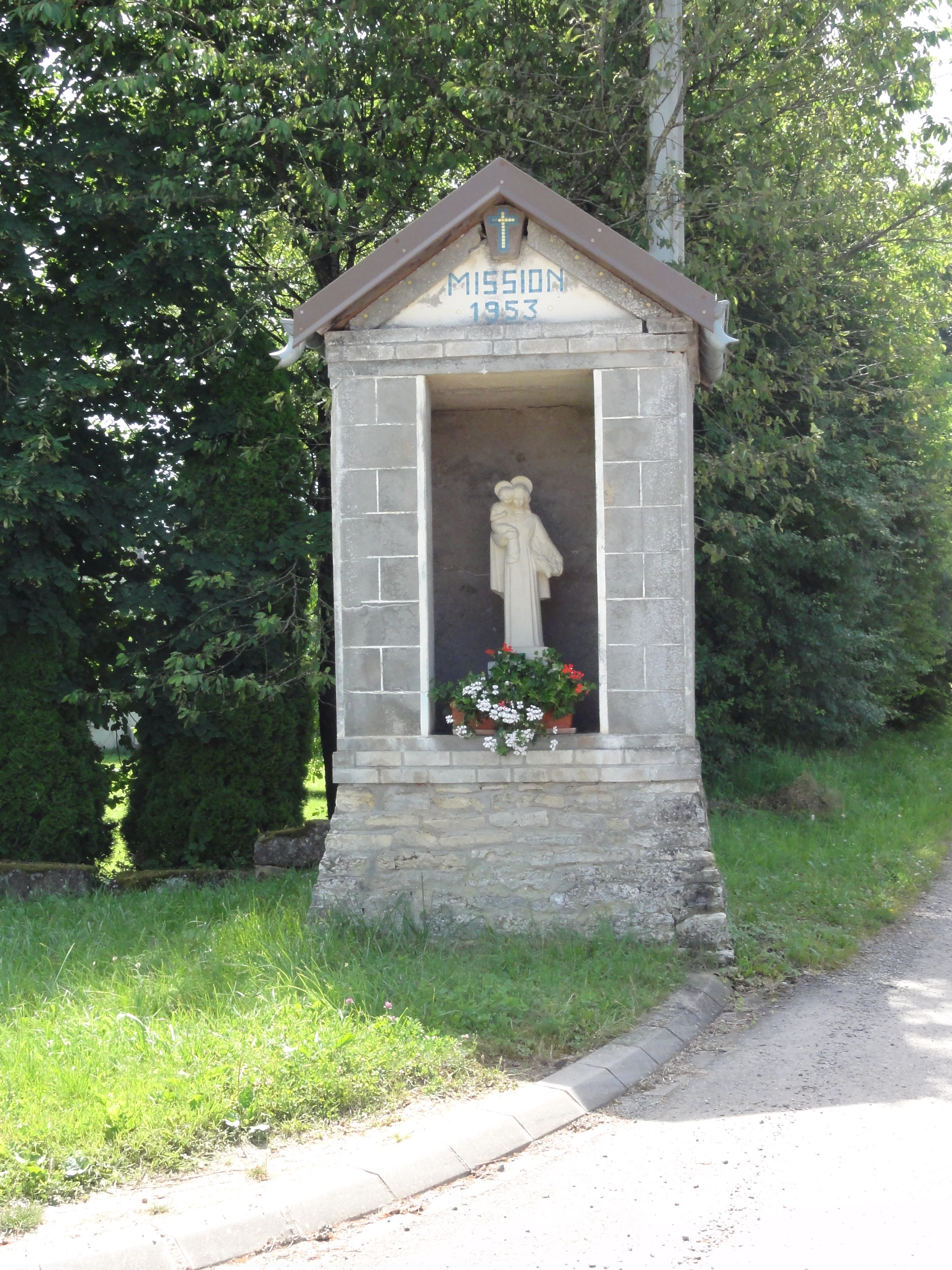
Oratoire (1953).
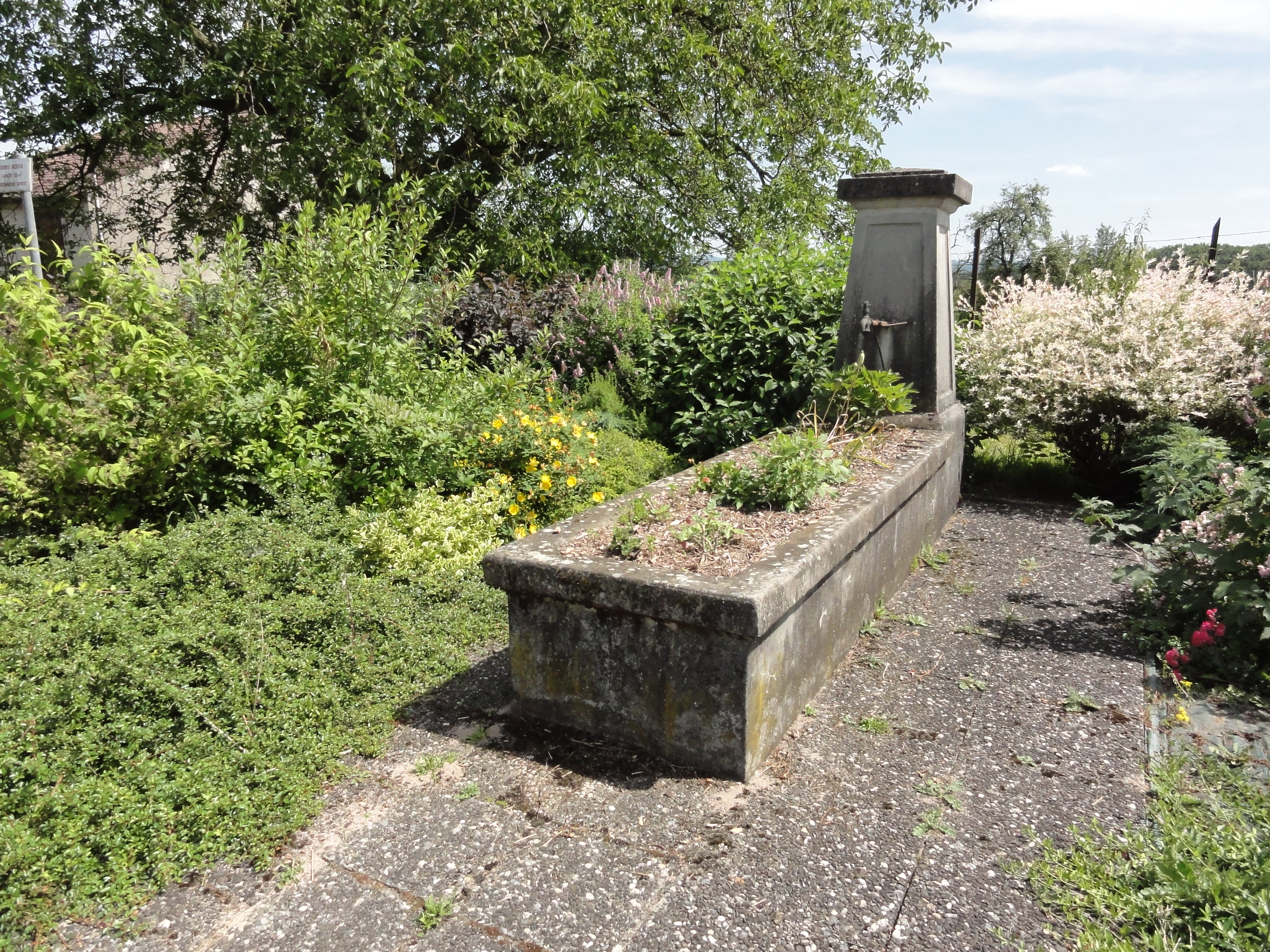
Fontaine.

### Héraldique
| Blason de Sainte-Pôle | Blason  | Blasonnement : d'argent à trois troncs écotés de sable allumés de gueules. |
| Blason de Sainte-Pôle | Détails | Le statut officiel du blason reste à déterminer.                           |